# キサラギ
『キサラギ』は、2007年の日本映画。自殺したマイナーアイドル・如月ミキの一周忌にファンサイトを通じて集まった5人の男を描いた作品。
舞台劇と同様のスタイルによる、大部分のストーリーが一つの部屋の中で進行する密室推理劇である。脚本は古沢良太によるオリジナル。監督は佐藤祐市。

## あらすじ
某ビルのペントハウスに、互いに面識のない五人の男たち（ハンドルネーム: 家元、オダ・ユージ、スネーク、安男、いちご娘。）が集まった。彼らはD級マイナーアイドル・如月ミキのファンサイトを通じて知り合い、如月ミキの一周忌の為に集まったのだった。
一年前にマネージャーの留守番電話に遺言メッセージを残し、自宅マンションに油を撒いて焼身自殺した彼女を悼むのが会合の趣旨だったが、オダ・ユージが彼女の死因は自殺ではなく「他殺だ」と言い出したことで状況は一変する。
徐々に明らかになる当時の状況、次々と明かされる五人の男達の正体。如月ミキの死の真相に迫ろうとする男たちは、互いに対して不信の目を向け対立しながらも、それぞれが個人的に知り得た「断片的な情報」を持ち寄り、各々が推理を繰り広げる。
小出しにされる新事実によって推理は二転三転しつつも、最終的に「ミキの人柄」が明らかにされ、全員にとって納得できる死の真相を見つけ出すまでの、密室での紆余曲折を描く。

## 登場人物
家元（いえもと）演 - 小栗旬
如月ミキのファンサイトの運営者であり、一周忌追悼会の主催者。自称、しがない公務員。
如月ミキに関する知識ならば誰にも負けないと自負している。事実、彼が収集した如月ミキのデータブックの中にはメジャーデビュー前や事務所を通していない仕事のものもあり、一般的には入手不可能な情報までほぼ100パーセント完璧にチェックしている。情報収集以外にも毎週1通以上のペースで3年間以上、都合200枚以上のファンレターを如月ミキに宛てており、そのファンレターの行方が彼女の死の真相の鍵を握ることになる。
実は警視総監の父を持ち、警視庁総務部情報資料管理課に勤務している。職場では陰湿ないじめを受けており、如月ミキを心の支えとしていた。劇中では最初に素性を他の5人に明かし、警察関係者としての立場で推理を開始するが、物語が進むにつれ、彼だけが参加者内で唯一彼女との個人的接点がない純粋なファンであることが明らかになっていく。
オダ・ユージ演 - ユースケ・サンタマリア
一周忌追悼会の企画者。服装や言葉遣いなど、細かい部分に非常に厳しい生真面目な男性。
初めは否定していたが、ハンドルネームは俳優の織田裕二に憧れていることから名付けられており、推理中も度々なりきることがある。
実は如月ミキの元マネージャーであり、マネージャー時代は超肥満体型だったが、彼女の死によるストレスが原因で1年間で55キログラム痩せてしまい、当時の姿を知っていた他の4人も言われるまで本人だと気付かなかった。「如月ミキは自殺ではなく何者かによって殺された」と信じており、真犯人を見つけ出し復讐するために1年間を過ごして来た。家元が運営していた如月ミキファンによる交流サイトにて真犯人と思われる人物を見つけ出したことから、その者をおびき出すために家元に「如月ミキ1周忌追悼会」の開催を企画した。
スネーク演 - 小出恵介
「如月ミキ1周忌追悼会」の参加者で、都内の雑貨屋で働いている元バンドマン。如月ミキは彼の働く雑貨屋の常連客であり、客と店員として彼女と交流する内にアイドルであることを知り、ファンとなった。如月ミキが自殺した当日、彼女が大好きだったラッキーチャッピーというキャラクターのボトルセットを配達した折に彼女の家を訪れ、家にもあがっている。その時彼女に告白し、振られた。彼女の死亡時刻には、深夜に発生した地震により内装が崩れていた雑貨屋の修繕に当たっていた。
安男（やすお）演 - 塚地武雅
福島で農業を営んでおり、家元が主催した「如月ミキ1周忌追悼会」には片道6時間弱をかけて参加した。お菓子作りが趣味であり追悼会当日には手作りのアップルパイを持ち寄ったが腐っており、彼自身だけがそれを食べて腹を壊し、幾度となくトイレに立ったために話に乗り遅れてしまう。実は如月ミキとは同郷での幼なじみであり、結婚の約束もしていた“ヤックン”。如月ミキが死亡する前から毎日のように電話で彼女の悩み相談を受けており、そこで聞いた話から如月ミキの自殺理由を、マネージャーが彼女にヘアヌードの仕事を強要したことだと推察している。
いちご娘。（いちごむすめ）演 - 香川照之
「如月ミキ1周忌追悼会」の参加者。電子掲示板上での女性らしい言動とハンドルネームとは裏腹に、実際は無職の中年男性。如月ミキへの個人的愛情から、事件当時は毎夜彼女の家の前から彼女の部屋を覗き見ていた。如月ミキが自殺した数日前には、たまたま空いていた窓から彼女の部屋に侵入し、衣類とシーツ類を畳んだ後に彼女の愛用品であったカチューシャを盗んだ。悪質なストーカー犯かと思いきや、その正体は如月ミキが4歳の時に生き別れた彼女の実の父親。
如月ミキ（きさらぎ ミキ）演 - 酒井香奈子
2006年2月4日に死亡したグラビアアイドル。死亡当日22時55分に事務所のマネージャーに「やっぱり駄目みたい。私もう疲れた。色々ありがとう、じゃあね」というメッセージを残した後に自宅で焼死した。警察の発表では、仕事がうまく行かないことを理由に突発的に自殺を図ったとされ、部屋中に油を撒き火をつけたと推測されている。死因は一酸化中毒および全身火傷。死体は部屋の出口となる窓からも玄関からも離れた物置部屋から発見された。また事件当時、ミキ本人は悪質なストーカー被害を受けていた。毎夜何者かに家を監視されており、自殺した数日前には窓から何者かに侵入される事件まで起きている。当時のマネージャー曰く、ストーカー被害については再三警察に訴え出たらしいが、警察にはその記録はない。
タイトルにもなっている「如月」という姓は芸名で本名は山田美紀。特にプロポーションが良いわけでもなく歌も演技も下手であったが、そこがまた彼女の魅力であったと追悼会に集まったファンたちは評した。特に、家元は「ぱっちり二重がミキちゃんの魅力」と語ったが実際はプチ整形であった。学力は極めて低く、小学生レベルの漢字ですら書き間違えていた。映画では終盤まで顔をはっきりと映さない演出がされているが、エンディングで初めて生前の姿と歌声が披露される。
イベントの司会演 - 宍戸錠（特別出演）
生前のミキが出演したイベントで司会をしていた男。エンディングで描かれる過去の映像に登場した後、ラストシーンに登場し、2周忌の追悼会で5人に対して如月ミキは殺されたと告げ、証拠品を提示する。

## 主題歌
主題歌「キサラギ」
歌 - ライムライト
挿入歌「ラブレターはそのままで」
歌 - 如月ミキ（酒井香奈子）
エンドロールの場面にて用いられ、生前の如月ミキが海辺のイベントでこの曲を歌う姿と、ペントハウスに集まった追悼会の参加者5人が曲と映像に合わせてオタ芸の振り付けをする姿が並行して描かれる。

## スタッフ
- 監督：佐藤祐市
- 企画・プロデューサー：野間清恵
- 製作：三宅澄二、水野勝博、橋荘一郎、小池武久、雲出幸治、古玉國彦、石井徹、喜多埜裕明、山崎浩一
- プロデューサー：望月泰江、井口喜一
- エグゼクティブプロデューサー：三宅澄二
- 共同プロデューサー：宮下史之
- 原作・脚本：古沢良太
- 音楽：佐藤直紀
- 撮影：川村明弘
- 照明：阿部慶治
- 録音：島田隆雄
- 映像：高梨剣
- 編集：田口拓也
- VFXスーパーバイザー：野崎宏二
- 助監督：本間利幸
- 制作プロダクション：共同テレビジョン
- 企画：ミコット・エンド・バサラ、ショウゲート
- 配給：ショウゲート
- 製作：「キサラギ」フィルムパートナーズ（ミコット・エンド・バサラ、ショウゲート、テレビ東京、キングレコード、読売広告社、東映チャンネル、東映ビデオ、Yahoo! JAPAN、パルコ）

## 受賞
第50回ブルーリボン賞・作品賞
『それでもボクはやってない』との接戦を制した。
第31回日本アカデミー賞・オールナイトニッポン話題賞（作品部門）
リスナー投票によるもの。なお日本アカデミー賞では優秀作品賞・優秀監督賞・優秀脚本賞・優秀助演男優賞（香川照之）も受賞。
第12回（2007年）新藤兼人賞銀賞（佐藤祐市）

## ソフト化
発売・販売元はキングレコード。
- キサラギ DVDスタンダード・エディション（2008年1月9日発売 KIBF-509）
- キサラギ DVDプレミアム・エディション（2枚組、2008年1月9日発売・初回限定生産 KIBF-9509）
- キサラギ Blu-ray プレミアム・エディション（2013年7月24日発売 KIXF-155）

### 映画のテレビ放送
- 2008年8月14日、テレビ東京系列の木曜洋画劇場40周年記念特別企画として、テレビ地上波で初放送された。
- また、2009年1月にはテレビ東京系のない地域でも正月特番の映画として放送されている。

## ナビゲートドラマ
『“キサラギ”ナビゲートドラマ クサナギ』
映画の宣伝のために製作された15分のミニドラマ。2007年6月9日、テレビ東京系列で放送された。
主人公の草薙マキという売れない女優が、如月マキというアイドル歌手が焼死したマンションに入居しマンションの住民に振り回されつつも謎を残して終わり映画につながる構造になっている。
キャスト
- 草薙マキ - 松本まりか
- マンション - 井之上隆志、土平ドンペイ、猪鼻真依

## 小説版
2007年5月25日初版発行。ISBN 9784043857012。映画版のシナリオを元にして相田冬二がノベライズ。表紙イラストは原作・脚本の古沢良太。
家元の一人称で物語が進行するため、映画版では描写されない家元の心理描写や他の4人への印象などが追加されているが基本的な物語やセリフは映画版のシナリオを踏襲している。
映画版のスタッフロール後のシーンと同様、大磯ロングビーチで司会をしていた人物（ハンドルネームはシシド・ジョー）が登場するが「如月ミキを殺害したのは私だ」と宣言するセリフ内容が映画版とは異なる。しかし、小説版にはさらに次のシーンがあり、そこまで家元の一人称で進行していた物語が部分的に三人称の描写となる。そこで、如月ミキを襲撃して足をボールペンで刺された痴漢が家元であることが明かされる。物語の途中に挿入された小説版オリジナルのセリフいくつかと“足のケガ”というキーワードを見落とすと、かなりぼかした描写ということもあって、真のストーカー犯が家元だという事がわかりにくくなっている。

## ドラマCD版
モモアンドグレープスカンパニーから2009年2月26日にドラマCD『キサラギ 声優ver.』が発売された。EAN 4582196801129。
役名の「オダ・ユージ」が「オノ・ダイスケ」に変更された。名前の元ネタである小野大輔本人がオノ・ダイスケの名を連呼するというシーンもある。また、如月ミキが音痴という設定がなくなっているため、堀江由衣歌唱版「ラブレターはそのままで」は普通のアイドルソングの扱いになっている。
概ね原作映画に沿ったストーリーでセリフの再現性も高いが、結末にあたる部分に大きな変更が加えられている。集った5人のファンの中に如月ミキ殺しの犯人がいると明確に設定されており、犯人が誰なのかリスナーにのみ明かされるというラストになっている。

### 声の出演
- 家元：小野大輔
- オノ・ダイスケ：杉田智和
- スネーク：宮野真守
- 安男：中村悠一
- いちご娘。：藤原啓治
- 如月ミキ：堀江由衣
- タイトル&キャストコール：若本規夫

## 舞台版
初演は2003年12月10日 - 12月14日に、演劇ユニット48BLUESにより上演された。ニッポン放送開局55周年記念として制作され、2009年4月9日から4月19日に世田谷パブリックシアターで上演された。
2010年7月2日にロサンゼルスで行われたアニメエキスポでも上演され、9月24日から9月30日にシアタークリエで再演された。

### キャスト
- 家元 - 松岡充
- スネーク - 今井ゆうぞう（2009年版） / 浅利陽介（2010年版）
- 安男 - 佐藤祐基（2009年版） / 碓井将大（2010年版）
- イチゴ娘 - 中山祐一朗
- オダ・ユージ - 今村ねずみ

### スタッフ
- 原作・脚本：古沢良太
- 企画：野間清恵
- 演出：板垣恭一
- 舞台脚本：三枝玄樹
- 美術：伊藤雅子
- 照明：鶴田美鈴
- 音響：堀江潤
- 衣裳：関けいこ
- 演出助手：福原麻衣
- 舞台監督：安田武司
- 舞台製作：加賀谷吉之輔
- 主催・製作：テレビ朝日、ニッポン放送、シーエイティプロデュース

## 落語版
2007年7月7日『柳家喬太郎独演会 みっちりナイト 七夕 + 『如月』+ ミステリアス = 』会場：中野ZERO。
如月ミキ7月7日の生誕を祝い、原作の基本設定と展開を元に柳家喬太郎により「きさらぎ」として高座にかけられた。時代設定は江戸に変更され、品川で死んだ如月という女郎の「ちっとも美人でないところに惚れた」5人の男たちが如月の死後1年後に集まるという内容になっている。

## 朗読版
2016年11月2日-3日朗読ユニット「ロウドクノチカラ2」により、四谷天窓で上演された。
- 家元 - 近藤大介
- スネーク - 神木優
- 安男 - ドロンズ石本
- イチゴ娘 - 川上冠二
- オダ・ユージ - 泰勇気
- 如月ミキ - さかいかな